# Скуратова-Бельская, Мария Григорьевна
Царица Мари́я Григо́рьевна, урождённая  Скура́това-Бе́льская (ок. 1552 — 10 (20) июня 1605, Москва) — русская царица (1598—1605), жена Бориса Годунова, дочь Малюты Скуратова. Непродолжительное время регентша при сыне — малолетнем Фёдоре II Годунове.

## Биография
Родилась около 1552 года в семье опричника Ивана Грозного Малюты Скуратова и его жены Матрёны. Сыновей у Малюты не было, и трём своим дочерям он нашёл хорошие партии: на старшей дочери женился двоюродный брат царя Ивана князь Иван Михайлович Глинский, третью, Екатерину, взял в жёны Дмитрий Иванович Шуйский (брат будущего царя).
Для средней, Марии, отец в 1571 году выбрал в женихи племянника другого видного царского сподвижника Дмитрия Ивановича Годунова — 18-летнего Бориса Годунова. Благодаря женитьбе на дочери столь видного царского приближённого, Годунов смог укрепить своё положение при дворе. В том же году во время 3-й женитьбы царя Ивана Грозного на Марфе Собакиной была свахой со стороны царицы.
В браке родилось трое детей: дочь Ксения (1582—1622), сыновья Иван (умер в младенчестве) и Фёдор (1589—1605).
Исаак Масса — в целом, автор пристрастный, пишет о ней: «Эта женщина, по имени Мария, имея сердце Семирамиды, постоянно стремилась к возвышению и мечтала со временем стать царицей, и надежды её возрастали, ибо у царицы Ирины не было детей; и [Мария] постоянно убеждала своего мужа в том, что никто кроме него по смерти Фёдора не может вступить на престол, хотя ещё живы были другие, а именно Димитрий, сын тирана от седьмой его жены Марфы. (…) Могут подумать, каким образом Борис, не умевший ни читать, ни писать, был столь ловок, хитёр, пронырлив и умён. Это происходило от его обширной памяти, ибо он никогда не забывал того, что раз видел или слышал; также отлично узнавал через много лет тех, кого видел однажды; сверх того во всех предприятиях ему помогала жена, и она была более жестока (tiranniger), чем он; я полагаю, он не поступал бы с такою жестокостью и не действовал бы втайне, когда бы не имел такой честолюбивой жены, которая, как было сказано выше, обладала сердцем Семирамиды».

### Царица
С восшествием мужа на престол 1 сентября 1598 года Мария стала царицей.

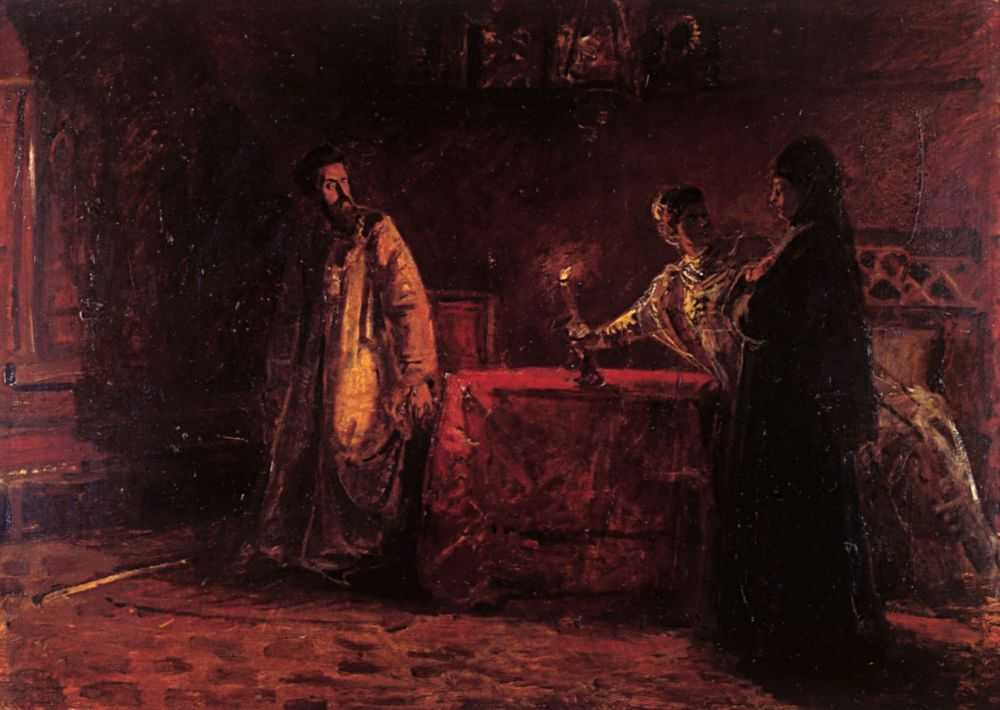
Николай Ге. «Царь Борис и царица Марфа». Эскиз неосуществленной картины. 1874

После появления в 1602—1603 гг. слухов о «возвращении» царевича Дмитрия в Польше, Борис Годунов приказал привезти в Новодевичий монастырь Марию Нагую (инокиню Марфу). Мать погибшего царевича Борис допрашивал о том, жив ли её сын, вместе с патриархом Иовом, а затем к ним присоединилась его жена. «На это инокиня Марфа будто бы отвечала, что она точно сама не знает; тогда царица Мария Григорьевна, как истая дочь Малюты Скуратова, схватила горящую свечу и захотела выжечь старице глаза».
Верховной боярыней при царице под конец царствования была княгиня Пожарская, Мария Фёдоровна, мать будущего героя. Сначала она состояла боярыней при дочери царя Ксении, но была настолько в чести и настолько близка к самой царице Марии Григорьевне, что иногда соперничала даже с верховной боярыней, состоявшей при царице Марии Григорьевне, — Марией Лыковой (женой Михаила Лыкова), пользовавшейся большим авторитетом. Частые опалы, иногда казавшиеся беспричинными, от царя Бориса многие объясняли наветами и доносами Пожарской.

### Вдовствующая правительница
После смерти Бориса 13 апреля 1605 года — непродолжительное время была регентшей при несовершеннолетнем сыне Фёдоре. На следующий день, 14 апреля, царица приняла присягу народа на своё имя и имя сына.

«После смерти царя Бориса осталась супруга его, как вдовствующая горлица, имеющая при себе только две отрасли: именно сына, называемого даром божиим, (…); и дочь, девицу, жившую в тереме, вполне уже созревшую для брака» («Временник Ивана Тимофеева»)

После смерти мужа вдовствующая царица тот час распорядилась о возвращении в Москву своего двоюродного брата Богдана Яковлевича Бельского, который, по словам современников, сразу же в качестве бывшего гонимого оказался «в большой чести у простого народа». Однако с приближением Лжедмитрия к Москве Богдан подтвердил личность «спасшегося царевича» и стал его сторонником.
В июне того же года в столице начался бунт. Очевидец Конрад Буссов, находившийся в Москве, писал, что царица Мария Григорьевна «выслала на площадь бояр, сохранивших верность её сыну. Чтобы пресечь агитацию посланцев „Дмитрия“, бояре пригласили их в Кремль. Однако толпа помешала попытке убрать Пушкина и Плещеева с площади».
1 июня во время антигодуновского восстания, как писал анонимный английский автор отчета о посольстве сэра Томаса Смита, «во время бегства царицы-матери в более безопасное место, с её шеи было сорвано жемчужное ожерелье, и она должна была считать себя счастливою, что ей удалось ускользнуть, и то с великим трудом; сам же молодой царевич не испытал иной большей кары или невзгоды, как (о, сколь тягостно для царственной особы!) пощада со стороны рабов, которым недоступно понимание страданий лиц благородных».
Фёдор был свергнут и вместе с матерью и сестрой отправлен из дворца в их прежний боярский дом в Кремле — подворье Годуновых. Годуновы, по-видимому, подверглись аресту не в самый день восстания, а позже.

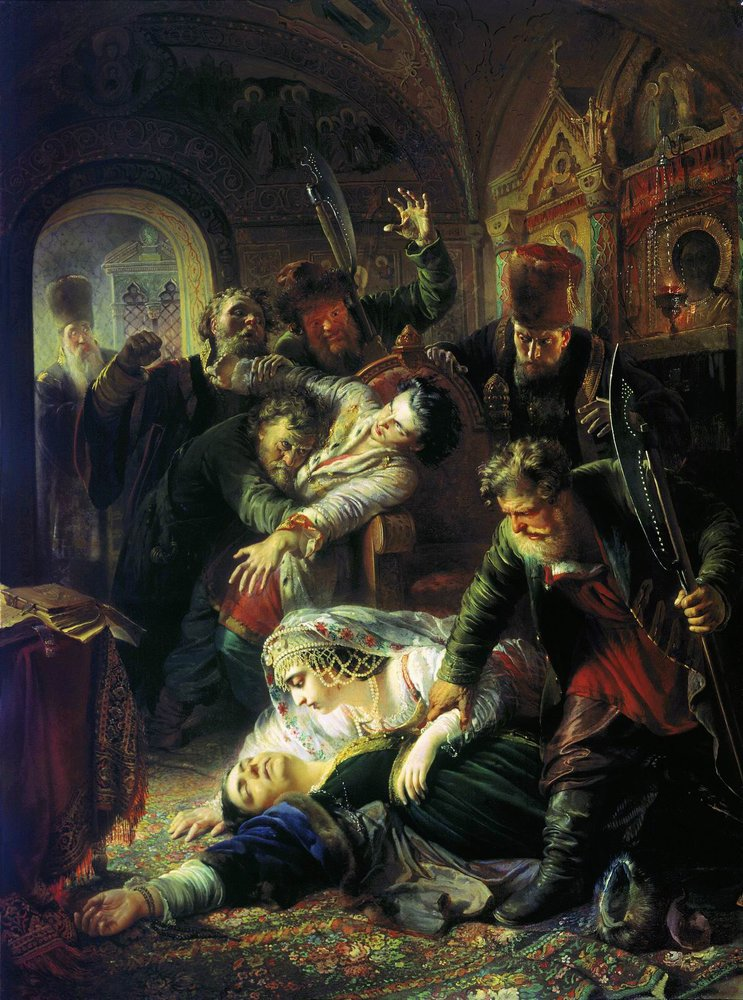
Константин Маковский. «Агенты Дмитрия Самозванца убивают сына Бориса Годунова». 1862

Как пишет Иван Тимофеев, Лжедмитрий эту «вдову, родившую раньше этих обоих детей, вместе с её сыном, ту и другого — как-то бессмысленно и насильственно решил убить и прежде своего вступления в город победителем, послав пред собою некоторых из своих приближенных в их наследственный дом, увы! предал тайно смерти».

Там 10 июня царя и его мать задушили агенты Лжедмитрия I — Василий Мосальский-Рубец, Василий Голицын и другие. (Царевну Ксению оставили в живых, она сперва находилась у Мосальских, а потом стала наложницей самозванца. В дальнейшем девушку постригли в монахини Новодевичьего монастыря).

Автор «Повести како отомсти» пишет об этом: «И послал своих слуг вперед себя и повелел палачам предать злой смерти Борисову жену Марию и сына её Фёдора, души их от тела отторгнуть, а дочь повелел в живых оставить, чтобы красоты её насладиться, что и случилось».

Согласно «Московской хронике» Конрада Буссова, находившийся в Серпухове Самозванец ставил ликвидацию Годуновых условием, при котором он соглашался прибыть в столицу; причём это распоряжение было не секретным, а передано москвичам в открытом послании. После ареста патриарха Иова на подворье Годуновых явился со стрельцами Василий Голицын и приказал убить Фёдора; при этом с ним были князь Мосальский, дьяки Молчанов и Шерефединов. Однако, по словам бывшего в то время в Москве шведа Пера Эрлесунда (Петра Петрея), непосредственным исполнителем убийства был подьячий Иван Богданов, якобы тайно присланный для этого в Москву. Крепкий и сильный юноша, Фёдор оказал сопротивление убийцам, которые вчетвером едва справились с ним. Официально было объявлено, что Фёдор и его мать отравились; однако их тела, выставленные на всеобщее обозрение, имели следы борьбы и насильственной смерти, как свидетельствует Петрей: «и следы от верёвки, которой они были задушены, я видел собственными глазами вместе со многими тысячами людей».
Боярин В. В. Голицын с крыльца годуновского терема огласил официальную версию событий: «Царица и царевич со страстей испиша зелья и помроша, царевна же едва оживе».
Царица была непопулярна в народе, в том числе — и из-за воспоминаний о её отце. По Москве ходили слухи о её непомерной жестокости, поэтому о её смерти сожалели меньше, чем о гибели сына и судьбе дочери.

Карамзин писал: «Многие смотрели только с любопытством, но многие и с умилением: жалели о Марии, которая, быв дочерью гнуснейшего из палачей Иоанновых и женою святоубийцы, жила единственно благодеяниями и коей Борис не смел никогда открывать своих злых намерений; ещё более жалели о Феодоре, который цвёл добродетелию и надеждою: столько имел и столько обещал прекрасного для счастия России, если бы оно угодно было Провидению!»

Автор отчёта Томаса Смита поверил официальной версии о самоубийстве Федора и оставил душераздирающее описание «тройного самоубийства» (Ксения будто бы тоже хотела покончить с собой, но выпила слишком малую дозу яда).

### Захоронение
20 июня 1605 года в Москву въехал самозванец Лжедмитрий I, а через месяц венчался на царство.
Тела Фёдора и Марии Годуновых, вместе с извлечённым из гробницы в Архангельском соборе телом умершего 13 апреля Бориса Годунова, были захоронены по приказу Лжедмитрия безо всяких почестей во второстепенном московском женском Варсонофьевском монастыре. В 1606 году по распоряжению царя Василия Шуйского останки семьи Годуновых торжественно перенесли в Троице-Сергиев монастырь (гроб Фёдора Борисовича несли 20 бояр), где в особой усыпальнице (возведённой в 1783 году) они покоятся и сейчас.
В 1945 году гробница Годуновых была вскрыта антропологом М. М. Герасимовым, но захоронение оказалось ранее потревоженным грабителями — кости и содержимое гробов было перемешано, черепа не сохранились:302 и лица представителей династии Годуновых методом антропологической реконструкции оказалось невозможным восстановить.

## Шитьё
Дворцовые мастерские шитья традиционно управлялись царицами, однако ещё при Рюриковичах женщины семейства Годуновых (в особенности жёны Дмитрия Ивановича) отличались своими вышивками. Произведения мастерской Марии Григорьевны «выполнялись очень тщательно, с большим техническим мастерством, для них характерно обилие жемчужного низания. После 1598 года (воцарение Бориса Годунова), работы мастерской отличаются особой нарядностью и роскошью». Обилие жемчуга можно увидеть на сударе «Агнец божий» (Патриаршие палаты, Кремль).

## В искусстве
Небесной покровительницей царицы была святая Мария Магдалина, которая фигурирует на семейных иконах Годуновых.
Сцена допроса инокини Марфы фигурирует в картине Н. Н. Ге и стихотворении М. О. Цетлина.
в кино
- Людмила Коршакова — «Борис Годунов» (1987)
- Елена Шевченко — «Борис Годунов» (2011).
- Светлана Ходченкова — «Годунов» (2018).

## Комментарии
1. ↑  Разумеется, предположение о безграмотности Бориса ошибочно — автографы царя сохранились
2. ↑  Он пишет следующее: «…к молодому царевичу некоторые (в особенности же его мать, эта вторая Иезавель) приставали с советом покинуть царство прежде, чем оно само отступится от него, и последовать доброму примеру его родителя, прибегнув к самоубийству, разделить с ним которое изъявляли готовность и его мать (это вместилище бедствий, эта колыбель жестокости!), и его единственная возлюбленная сестра. Были составлены письма и подосланы гонцы, чтоб осуществить это отчаянное вероломство относительно его невинной жизни; так что уже через несколько дней (ибо злу крыльями служат мысль и решительность) все трое сговорились (о, печальное единодушие!) погубить самих себя, предпочитая скорее наложить насильственные руки на свою ненавистную жизнь, чем дать врагу повод проявить свою жестокость, совершая над ними казнь, о чём царь Димитрий, конечно, никогда и не думал, решив, что царевич останется полноправным правителем какой-либо обширной области с княжеским титулом. И что же? Ни надежда, ни жалость, ни высокий сан не придали им сил; но словно их жестокость к самим себе равнялась суду совести, мы видим здесь мать утратившею нежную привязанность к своим детям, сына пренебрегшим естественною любовью к собственной матери, сестру осудившею самое себя в лице их обоих (…). И вот они решаются (о, сколь невыразимо содеянное ими зло!) принять отраву. Царственная мать первая выпивает яд в напутствие своему благородному сыну в его могилу, а он отвечает ей сильным глотком, столько же придав этим энергии своему дико-беззаконному послушанию, сколько выразив свою полную несостоятельность перед настоящим. И они, рука в руку, в сердечном единении, в объятиях один другого, повалились и умерли зараз, — мать, будучи деятельною внушительницей, тогда как сын являлся страдательным последователем. Но вот пример, где проявляется осторожность наряду с жалостью к самому себе, самостоятельность наряду с послушанием: царевна также выпила яду, но умеренно, как приличествует девице, и таким образом, как недостаток скромности был смертелен для матери, так та же скромность обезпечила жизнь дочери. Едва разыгралась эта трагедия, как в покой вошли некоторые знатные лица, встреченные горестною вестью, что уже нет на земле того, кто мог бы быть их государем, и его родительницы, охватившихся руками в кротком объятии смерти, и что молодая царевна, распростёртая на полу, остается, как свидетельствовало о том её дыхание, лишившеюся матери и брата девою, — от неё-то потом и узнали о их предсмертном настроении духа: между тем как царица была исполнена решимости, царевич был достоин сожаления, — оба равно заслуживая быть оплаканными. Несомненно, это было дурное дерево, которому суждено было дать прекрасный, но безвременный плод!»